# Loret
Loret (cyr. Лорет) – wieś w Serbii, w okręgu zlatiborskim, w gminie Požega. W 2011 roku liczyła 205 mieszkańców.